# Gillenia
Gillenia (Gillenia) – rodzaj roślin należących do rodziny różowatych. Obejmuje dwa gatunki występujące w widnych lasach górskich we wschodniej części Ameryki Północnej (od stanu Nowy Jork po Alabamę i Teksas). Z korzeni Indianie wytwarzali leki wykrztuśne. Oba gatunki są uprawiane jako rośliny ozdobne. Owocostany wykorzystywane są do suchych bukietów. Nazwa naukowa rodzaju upamiętnia niemieckiego botanika z XVII wieku – Arnoldusa Gilleniusa. 

## Morfologia
PokrójKępiaste byliny osiągające do 1,3 m wysokości.
LiścieTrójlistkowe. Listki lancetowate, nierówno piłkowane. Przylistki drobne i szybko odpadające (u G. trifoliata) lub okazałe i trwałe (u G. stipulata).
KwiatyNiewielkie i zwykle obupłciowe, zebrane po kilka w luźne kwiatostany. Działki kielicha w liczbie 5, są zrosłe u nasady. Płatki korony kwiatu są podługowato-jajowate w liczbie 5, barwy białej lub różowej. Pręciki w liczbie 10–20. Zalążnia dolna, powstaje z 5 owocolistków.
OwoceZ każdego kwiatu powstaje 5 skórzastych mieszków zawierających po 1–4 nasiona.

## Systematyka
Pozycja systematyczna według APweb (aktualizowany system APG IV z 2016)
Rodzaj stanowi klad bazalny w nadplemieniu Pyrodae w podrodzinie Spiraeoideae, w rodzinie różowatych (Rosaceae Juss.), rzędzie różowców, kladu różowych w obrębie okrytonasiennych. Tradycyjnie uznawany był za blisko spokrewniony z rodzajem tawuła Spiraea. Analizy molekularne wskazują na bliskie powiązanie tego rodzaju z roślinami drzewiastymi z podplemienia Pyrinae (dawniej podrodzina jabłkowych Maloideae). 
Wykaz gatunków
- Gillenia stipulata (Muhl. ex Willd.) Baill.
- Gillenia trifoliata (L.) Moench – gillenia trójlistkowa[10], g. trójlistna[11]

## Uprawa
Rośliny cenione są jako ozdobne. Sadzone są w dużych ogrodach skalnych i w rabatach bylinowych. Najlepiej rosną w półcieniu, mogą być uprawiane też pod drzewami i krzewami. Rozmnaża się je z nasion lub przez podział kęp wiosną.